# Kematen an der Krems
Kematen an der Krems osztrák község Felső-Ausztria Linzvidéki járásában. 2020 januárjában 2909 lakosa volt. 

## Elhelyezkedése

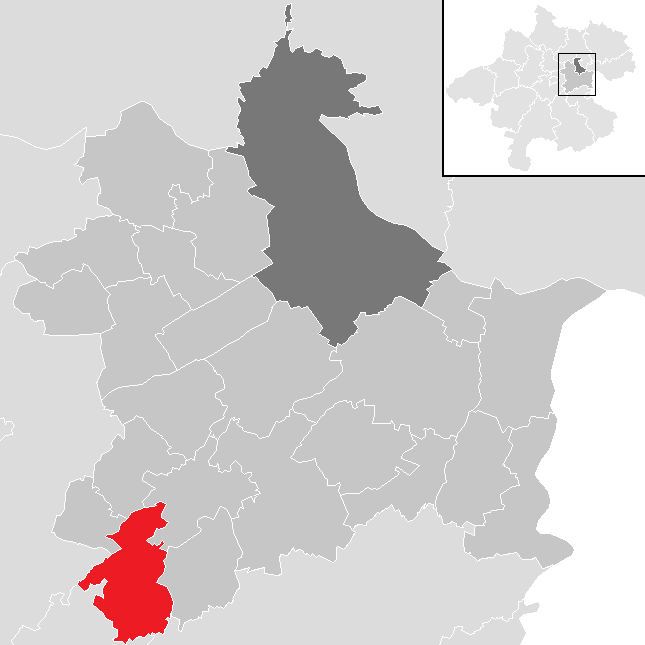
Kematen an der Krems a Linzvidéki járásban

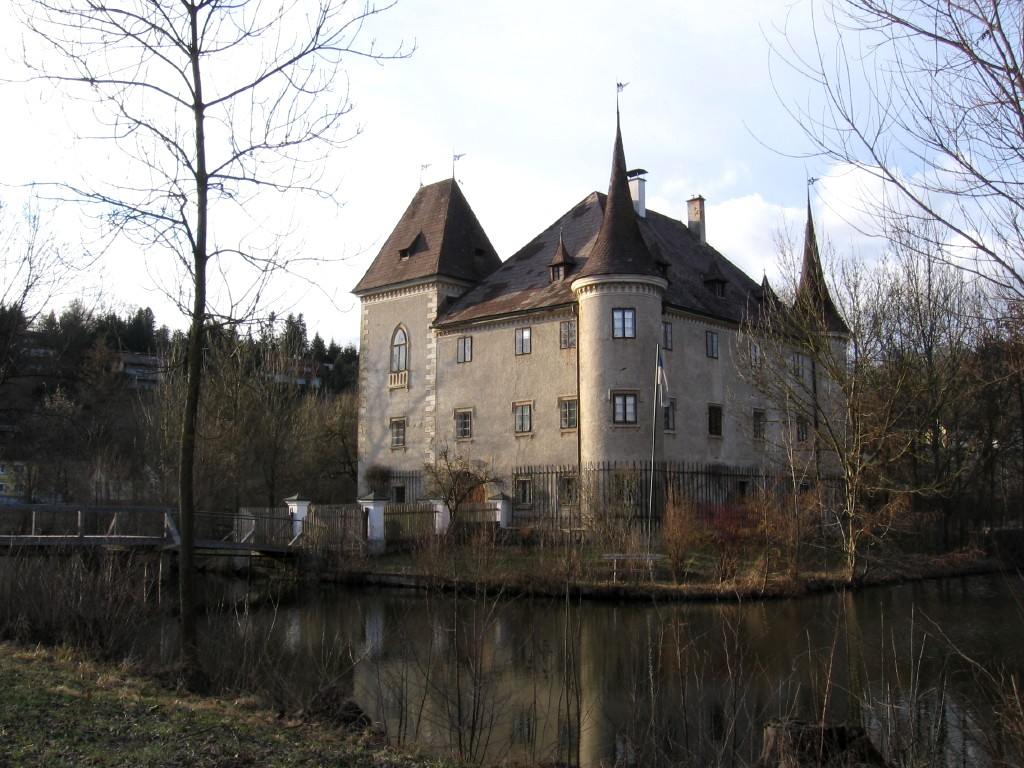
A Weyer-kastély

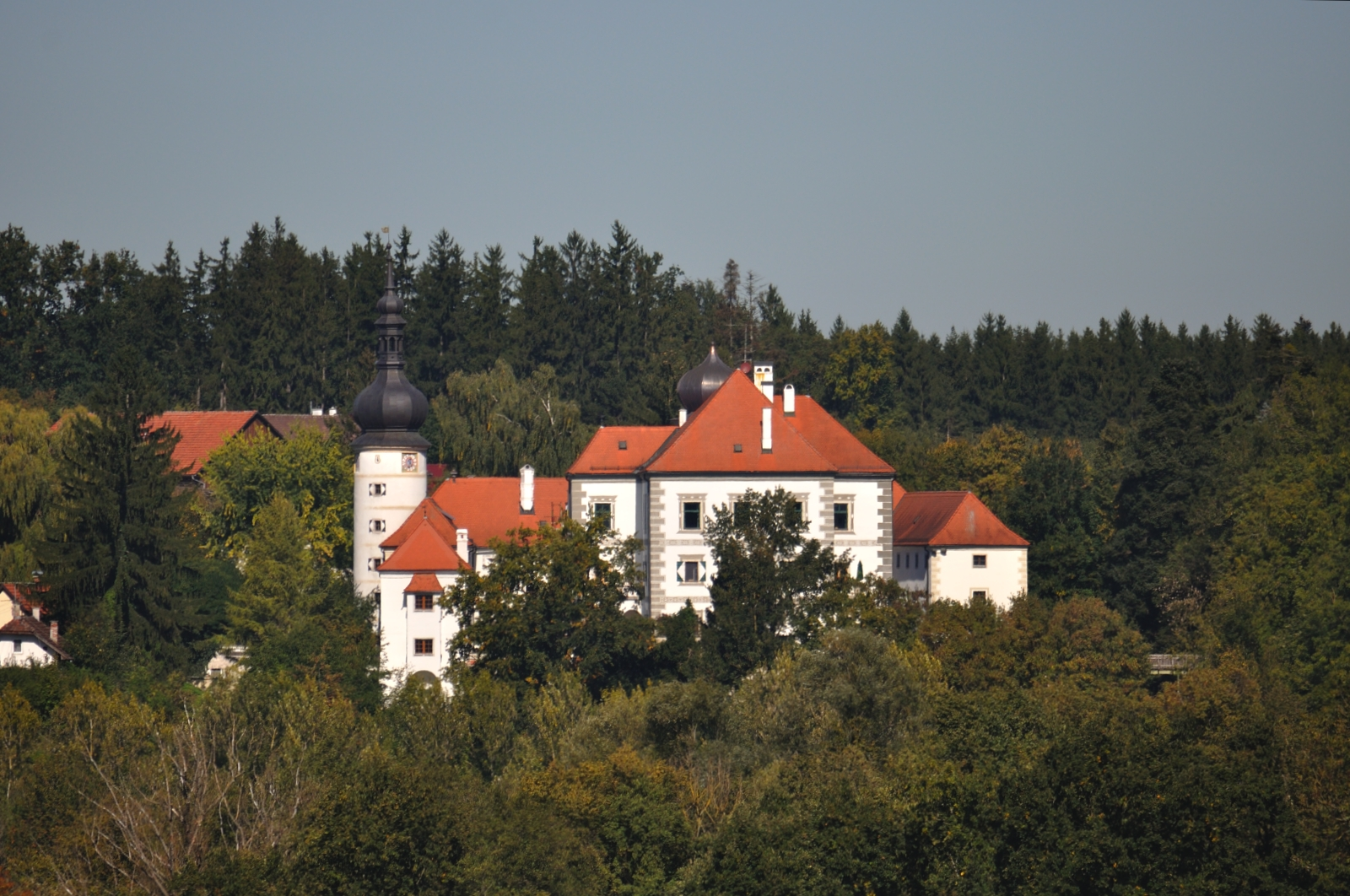
Az achleiteni kastély

Kematen an der Krems a tartomány Traunviertel régiójában fekszik az Enns és Traun folyók közötti hátságon, a Krems folyó mentén. Területének 15,9%-a erdő, 72,4% áll mezőgazdasági művelés alatt. Az önkormányzat 8 településrészt, illetve falut egyesít: Achleiten (242 lakos 2020-ban), Burg (328), Gerersdorf (187), Halbarting (215), Kematen an der Krems (1670), Kiesenberg (47), Rath (64) és Schachen (156).  
A környező önkormányzatok: északnyugatra Eggendorf im Traunkreis, északra Allhaming, északkeletre Neuhofen an der Krems, keletre Piberbach, délre Rohr im Kremstal, délnyugatra Kremsmünster, nyugatra Sipbachzell.  

## Története
Kematent először 1179-ben említik az írott források, mint "Chematen"-t. Térsége eredetileg a Bajor Hercegség keleti határvidékéhez tartozott, a 12. században került át az Osztrák Hercegséghez. 
A napóleoni háborúk során a települést több alkalommal megszállták. 
A köztársaság 01918-as megalakulása után Kematen Felső-Ausztria tartomány része lett. Miután a Német Birodalom 1938-ban annektálta Ausztriát, az Oberdonaui gauba sorolták be. A második világháború után az ország függetlenné válásával ismét Felső-Ausztriához került.

## Lakosság
A Kematen an der Krems-i önkormányzat területén 2020 januárjában 2909 fő élt. A lakosságszám 1961 óta gyarapodó tendenciát mutat. 2018-ban a helybeliek 90,2%-a volt osztrák állampolgár; a külföldiek közül 1,8% a régi (2004 előtti), 4% az új EU-tagállamokból érkezett. 2,9% a volt Jugoszlávia (Szlovénia és Horvátország nélkül) vagy Törökország, 1,1% egyéb országok polgára volt. 2001-ben a lakosok 83,4%-a római katolikusnak, 5,6% evangélikusnak, 3,5% mohamedánnak, 5,3% pedig felekezeten kívülinek vallotta magát. Ugyanekkor 3 magyar élt a községben; a legnagyobb nemzetiségi csoportokat a német (91,3%) mellett törökök (2,6%) és a horvátok (1,6%) alkották. 
A népesség változása:

| 2016 | 2 677 |
| 2018 | 2 790 |

## Látnivalók
- a gótikus Szt. Márton-plébániatemplom
- a Weyer-kastély
- az achleiteni kastély, amely Elisabeth Max-Theurer olimpiai bajnok díjlovagló birtokában van

## Fordítás
- Ez a szócikk részben vagy egészben  a   Kematen an der Krems című német Wikipédia-szócikk ezen változatának fordításán alapul.  Az eredeti cikk szerkesztőit annak laptörténete sorolja fel. Ez a jelzés csupán a megfogalmazás eredetét és a szerzői jogokat jelzi, nem szolgál a cikkben szereplő információk forrásmegjelöléseként.